# André Orléan
« Orléan » redirige ici. Pour l’article homophone, voir Orléans.
André Orléan est un économiste français, directeur d'études à l'École des hautes études en sciences sociales (EHESS), faisant partie du courant des théoriciens de la régulation, né le 23 mai 1950 à Paris.

## Biographie
Après des études à l'École polytechnique (promotion 1971), il devient Administrateur de l'Insee en 1974, puis directeur de recherche au Centre national de la recherche scientifique (CNRS) en 1987.
André Orléan a aussi été membre du conseil scientifique de la Commission des opérations de bourse. Depuis 2006, il est directeur d'études, puis directeur de recherche émérite à l'École des hautes études en sciences sociales (EHESS). Il fait partie du comité de direction de la revue Annales. Histoire, Sciences sociales depuis 1994,.
André Orléan est président de l'association française d'économie politique (AFEP) entre 2009 et 2017. En 2012, il prend parti contre la signature du pacte budgétaire européen. Il est à l'initiative en 2011 du premier Manifeste des Économistes atterrés, avec Philippe Askenazy, Thomas Coutrot et Henri Sterdyniak .

## Décorations
- 31 décembre 2014 :  Chevalier de la Légion d'honneur [9].

## Publications
- La Violence de la monnaie (1982), avec Michel Aglietta, éd. PUF, 1984.
- Collectif (dir: A. Orléan), Analyse économique des conventions, Paris, PUF, coll. « Quadrige », 2004, 448 p. (ISBN 978-2-13-054086-1), 2ème édition revue et augmentée. 1ère édition en 1994. Contributions de Robert Aumann, Pierre-André Chiappori et Mark Granovetter : "L'incomplétude de la logique marchande pure" ; Olivier Favereau, de Pierre Livet et Laurent Thévenot et de Jean-Pierre Ponssard : "Théorie de l'action collective en contexte"; Michel Aglietta, Robert Boyer et André Orléan, Paul David : "Approche évolutionniste des institutions" ; Masahiko Aoki, François Eymard-Duverney, Christophe Midler et Robert Salais : "Règles et modèles de l'entreprise".
- Souveraineté, légitimité de la monnaie, Michel Aglietta, André Orléan dir., 1995.
- La Monnaie souveraine, avec Michel Aglietta, éd. Odile Jacob, 1998.
- Le Pouvoir de la finance, éd. Odile Jacob, 1999.
- La Monnaie entre violence et confiance, avec Michel Aglietta, éd. Odile Jacob, 2002.
- De l'Euphorie à la panique : Penser la crise financière, éd. de la Rue d'Ulm, 2009.
- L'Empire de la valeur, éd. du Seuil, 2011. Prix Paul Ricœur[10]